# Schönberg (Mecklenburg)
 Schönberg város a Németország Mecklenburg-Elő-Pomeránia tartományábanaz Amt Schönberger Land-hoz tárózik. 
Grevesmühlen és Lübeck között fekszik.

## Városrészek
Következik  városrészek léteznek: Groß Bünsdorf, Klein Bünsdorf, Kleinfeld, Malzow, Retelsdorf, Rupensdorf és Sabow.

## Története
Írott forrásban elsőként 1219-ben tűnik fel „Sconenberge“ nevén. 
A 14. század elején Schönberg lett a Ratzeburg püspökeinek a rezidenciája. A vesztfáliai békevel Mecklenburg megkapta a Ratzeburg püspökséggel Schöberget is, 1701 óta Mecklenburg-Strelitzhez tartozik.  
György mecklenburg-strelitzi nagyherceg emelte a települést városi rangra 1822-ben.
1934 és 1949 között a város járási székhely volt.

## Turistalátványosságok
- az  óváros

## Galléira

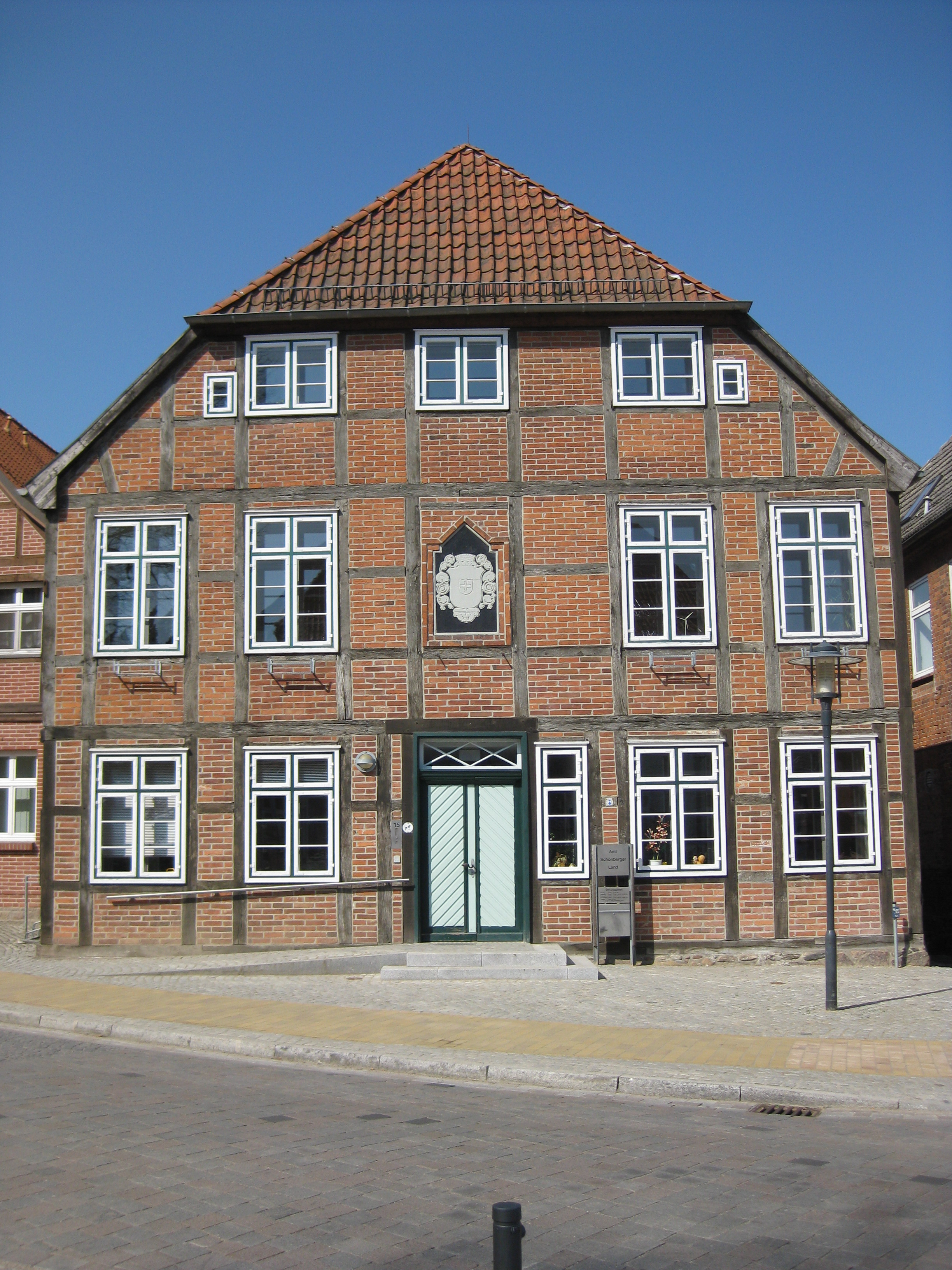
A tanácsház
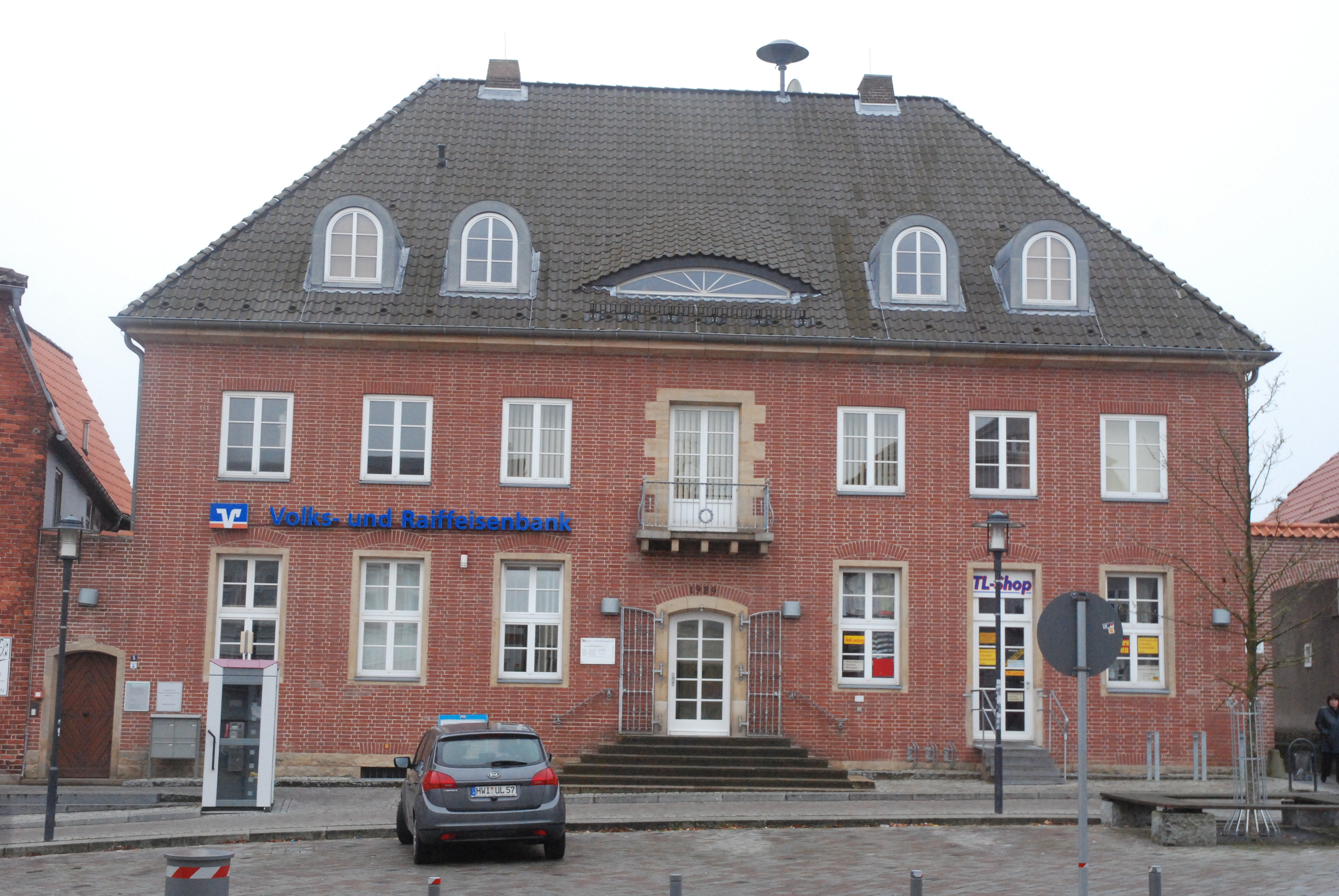
A régi postaépület
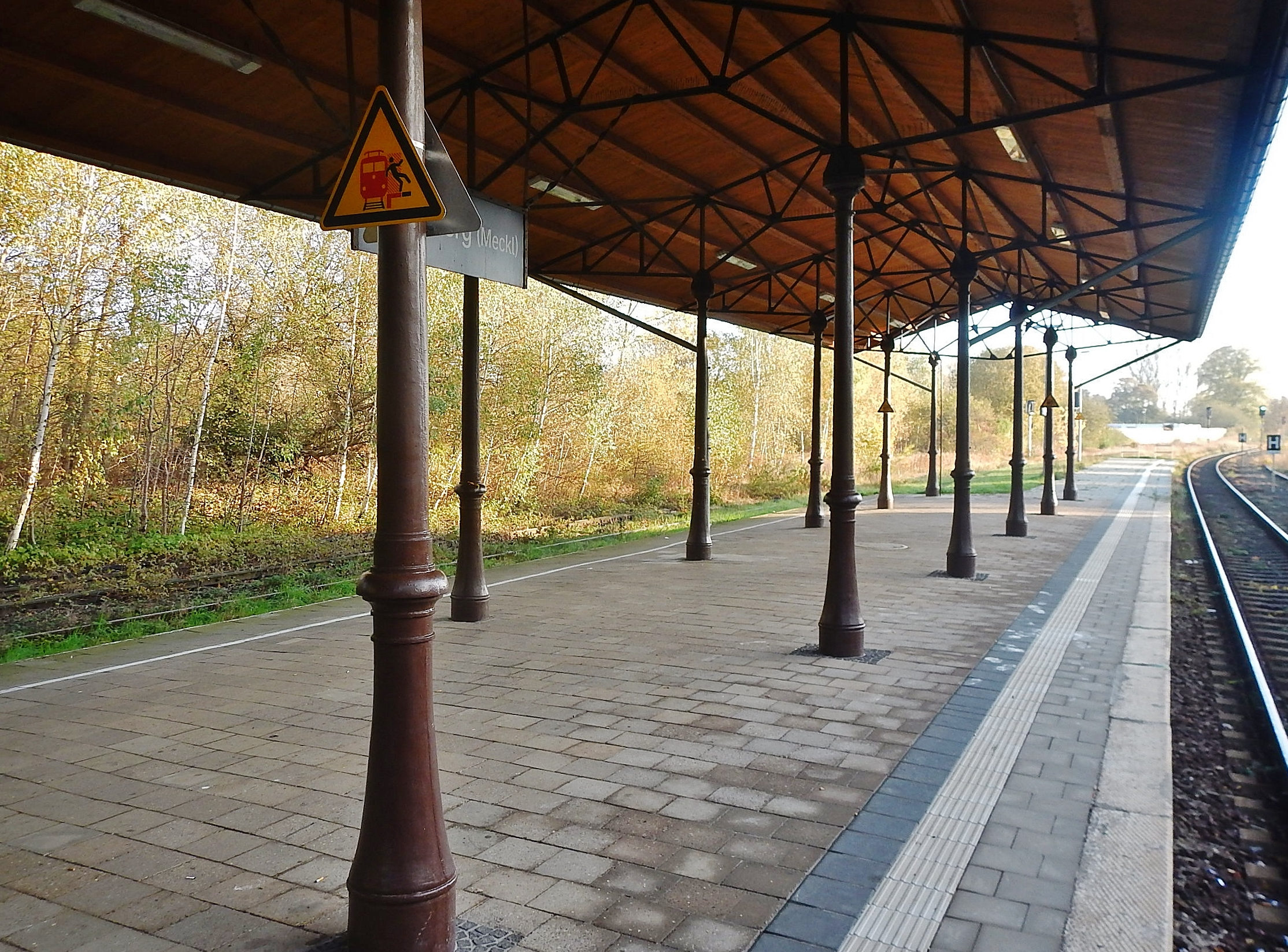
Az állomás
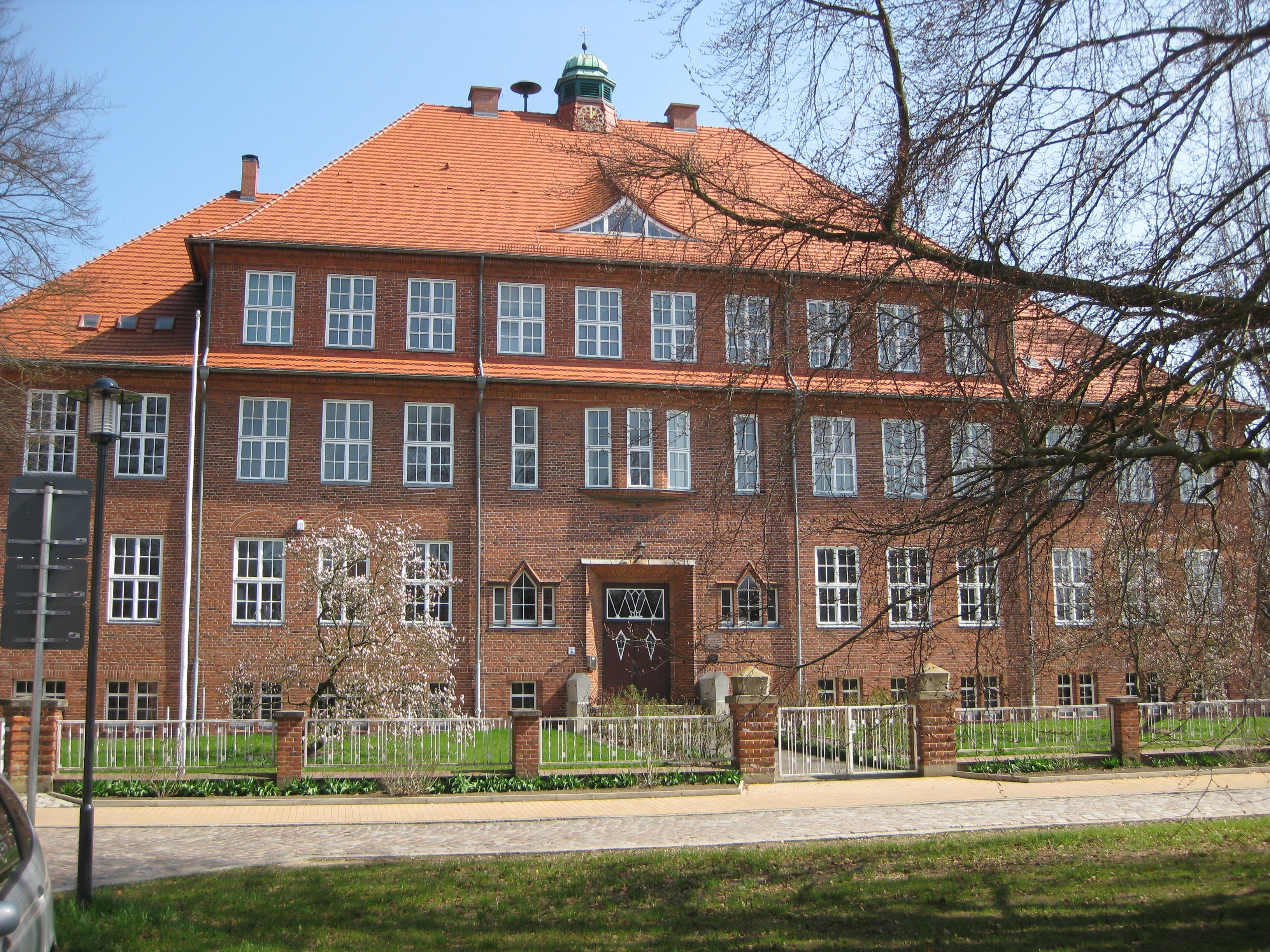
Az Ernst-Barlach-gimnázium

## Schönberben éltek
Ernst Werner von Siemens járt egy schönbergi iskolara.

## Fordítás
- Ez a szócikk részben vagy egészben  a   Schönberg című német Wikipédia-szócikk fordításán alapul.  Az eredeti cikk szerkesztőit annak laptörténete sorolja fel. Ez a jelzés csupán a megfogalmazás eredetét és a szerzői jogokat jelzi, nem szolgál a cikkben szereplő információk forrásmegjelöléseként.